# Sant Julià i Santa Basilissa de Torrelles
Sant Julià i Santa Basilissa de Torrelles és l'església romànica, actualment parroquial, del poble rossellonès de Torrelles de la Salanca, a la Catalunya Nord.
Està situada al bell mig del nucli antic d'aquest poble, en el centre de l'antiga cellera.

## Història
El primer esment del lloc es remunta al 988, quan s'esmenta en una donació al monestir de Sant Miquel de Cuixà. A la segona meitat del segle xi aquesta església fou la d'una comunitat augustiniana dependent de Sant Joan de Perpinyà.

## Descripció
Una desafortunada intervenció feta el 1912 desfigurà del tot aquest temple romànic. Les tres naus originals es reduïren a una, i se'n suprimiren els pilars i les voltes. Els tres absis quedaren amagats dins dels edificis adjacents. Caldria una intervenció important perquè l'església recuperés, almenys en part, l'aspecte original.
Segons Jean-Auguste Brutails, l'església tenia tres naus, amb una amplada de 4,20 m la central i 2,20 les col·laterals. Els pilars tenien forma de creu, amb un gruix d'1,68 m. La volta central era de mig punt, amb una alçada de 10 m i arcs torals de ferradura peraltada, alts de 9 m, mentre que els laterals eren de quart d'esfera, amb una alçada de 6,60; els arcs torals eren de ferradura. Les arcades que unien les tres naus tenien una alçària de 5,8 m. La llum hi penetrava per unes finestres situades a les filades inferiors de la volta. Tot fa pensar que en un origen la coberta fos de fusta sobre arcs de diafragma. Cal fer notar que a la catedral d'Elna i a l'abadia d'Arles s'ha observat exactament el mateix.
L'absis central sobresortia quasi dos metres dels dos laterals, una part dels quals es va conservar a l'interior de les cases adjacents, fins que foren alliberats fa pocs anys, i ara es poden veure a l'exterior.
L'església tenia motllures esculpides, una ara esculpida i una pica baptismal, tot romànic, conservat en part a diversos llocs de l'església actual, en part integrat en les parets refetes el 1912.